# Colonel Meow
Colonel Meow était un chat croisé himalayen-persan américain, qui détenait temporairement le record du monde Guinness 2014 pour la plus longue fourrure sur un chat (neuf pouces ou environ 23 cm). Chat gris à masque noir, d'aspect imposant, il est devenu une célébrité d'Internet quand ses propriétaires (Anne Marie Avey et Eric Rosario) ont posté des photos de son visage renfrogné à Facebook et Instagram. 
Il était affectueusement connu par ses centaines de milliers d'adeptes comme un « dictateur terrible adorable », un « buveur de scotch prodigieux » et « le chat le plus en colère du monde ». Le chat ayant des problèmes au cœur, il subit en novembre 2013 une opération difficile. Colonel Meow meurt cependant le 30 janvier 2014.